# آدم جيبسون
آدم جيبسون (بالإنجليزية: Adam Gibson)‏ مواليد 30 أكتوبر 1986، هو لاعب كرة سلة أسترالي بدأ مسيرته الاحترافية في سنة 2005 يلعب في الدوري الأسترالي لكرة السلة ويحمل الرقم 1.

## روابط خارجية
- آدم جيبسون على موقع الاتحاد الدولي لكرة السلة (الإنجليزية)
- آدم جيبسون على موقع كرة السلة الأوروبية.كوم (الإنجليزية)
- آدم جيبسون على موقع ريلجم (الإنجليزية)
- آدم جيبسون على موقع بروبوليرز (الإنجليزية)
- آدم جيبسون على موقع سبورتس رفرنس (الإنجليزية)
- آدم جيبسون على موقع اللجنة الأولمبية الدولية (الإنجليزية)
- آدم جيبسون على موقع أوليمبيديا (الإنجليزية)
- آدم جيبسون على موقع اللجنة الأولمبية الأسترالية (الإنجليزية)